# Atelier de Carlo Maratta
L'atelier romain de Carlo Maratta fut extrêmement prolifique et il eut de nombreux élèves et assistants.
Carlo Maratta (1625-1713) enseigne à l'Académie grand-ducale fondée en 1673 par Cosme III de Médicis et dirigée par Ciro Ferri. Le florentin Tommaso Redi (1665-1726) y étudie auprès de lui entre 1690 et 1700.
Il enseigne également dans son atelier où il eut pour élèves des étudiants romains tels que Giuseppe Bartolomeo Chiari (1654-1727), Agostino Masucci (v. 1691-1758), Andrea Procaccini (1671-1734) qui termina sa carrière en Espagne. D'autres élèves sont venus de nombreuses régions d'Italie : les Gênois, Giovanni Raffaello Badaracco, (1648-1726) et Domenico Parodi qu'il incita en 1762 et 1769 à placer le dessin comme fondement de son art ; le Véronèse Antonio Balestra (1666-1740) ; le Vénitien Niccolò Bambini (1651- 1736) ; le Palermitain Giacinto Calandrucci (1646-1707) ; des peintres originaires de Messine comme Antonio Filocamo (1669-1743) et son frère  Paolo, ainsi que Filippo Tancredi (1655-1722) et le Napolitain Martino Altomonte (1657-1745) qui termina sa carrière à Vienne.
D'autres artistes de pays européens furent intéressés par son enseignement, tels que le bavarois Cosmas Damian Asam (1686-1739), le suisse Johann Rudolf Huber (1668-1748), le français Jean André (1662-1753), l'allemand Godfrey Kneller (1646-1723) qui termine sa carrière à Londres, et l'espagnol Sebastián Muñoz (1654-1690).
Certains étudient auprès de lui la gravure comme le belge Robert van Audenaerd (1663-1743) ; les français Gérard Audran, né à Lyon (1640-1703) et Pierre Parrocel, né à Avignon (1670-1739) ; l'allemand Jacob Christoph Le Blon, né à Francfort (1667-1741) qui étudie auprès de lui de 1696 à 1702.
Il eut également dans cet atelier des collaborateurs tels que l'allemand Christian Berentz (1658-1722) avec qui, en 1696, il crée, une Nature morte de fleurs et de fruits avec une femme cueillant des raisins (Musée national de Capodimonte, Naples) ; le milanais Stefano Maria Legnani (16611713) qui exécute le retable de La Sainte Famille dans l’église de San Francesco a Ripa et le viennois Daniel Seiter (1642-1705) qui a travaillé toute sa vie en Italie.
Il charge l'Italien Niccolò Berrettoni (1637-1682) en 1670 de réaliser les fresques de la chapelle Sainte-Anne dans la basilique Santa Maria in Montesanto, puis celle de la villa Falconieri à Frascati, du palazzo Oliva à Pesaro. Dans un deuxième temps, Maratta préféra donner la création d’une fresque sur les murs dans la nef de San Silvestro in Capite au plus ancien de son atelier Giacinto Brandi. 
Le Romain Giuseppe Passeri (1654-1714) finit de nombreux projets inachevés par le maître.
Le Milanais Andrea Lanzani (1651-1709) de 1686 à 1687 fait partie de son entourage et Francesco Trevisani (1656-1746) devient un des plus importants artistes qui continuèrent dans son sillage.
| Peintre                        | Dates          | Naissance à              | Source                   |
| ------------------------------ | -------------- | ------------------------ | ------------------------ |
| Martino Altomonte              | 1657-1745      | Naples                   | Trecani.                 |
| Cosmas Damian Asam             | 1686-1739      | Benediktbeuern           | (W)                      |
| Robert van Audenaerd           | 1663-1743      | Gand                     | Bénézit                  |
| Gérard Audran                  | 1640-1703      | Lyon                     | Encyclopédie Universalis |
| Giovanni Raffaello Badaracco   | 1648-1726      | Genoa                    | Treccani                 |
| Antonio Balestra               | 1666-1740      | Vérone                   | Treccani (H)             |
| Niccolò Bambini                | 1651-1736      | Venise                   | (H) Treccani             |
| Christian Berentz              | 1628-1722      | Hambourg                 | (R)                      |
| Niccolò Berrettoni             | 1637-1682      | Montefeltro              | (H)                      |
| Jacob Christoph Le Blon        | 1667-1741      | Francfort                | (H)                      |
| Francesco Boccacino            | 1680-1750      | Cremona                  | (H)                      |
| Jean Dominic Bruggieri         | 1678-1754      | Lucca                    | (H)                      |
| Jan van Bunnik                 | 1654–1727      | Utrecht                  | (H)                      |
| Giacinto Calandrucci           | 1646-1707      | Palerme                  | (W)(H) Treccani          |
| Giuseppe Bartolomeo Chiari     | 1654-1727      | Rome ou Lucques          | (W)(H) Treccani          |
| Marc van Duvenede              | 1674-1729      | Bruges                   | (H)                      |
| Girolamo Ferroni               | 1687 – 1730 v. | Milan                    | (H)                      |
| Antonio Filocamo               | 1669-1748      | Messina                  | (H) Treccani             |
| Paolo Filocamo                 | ?-1748         | Messina                  | (H) Treccani             |
| Francesco Fernandi (Imperiali) | 1679-1740      | Milan                    | (H)                      |
| Jakob Frey                     | 1681-1752      | Hochdorf                 | (Sikart)                 |
| Johann Rudolf Huber            | 1668-1748      | Bâle                     | Sikart                   |
| William van Inghen             | 1651-1709      | Utrecht                  | (H)                      |
| André Jean                     | 1662-1753      | Paris                    | (H)                      |
| Francesco Juvani               |                |                          | (H)                      |
| Godfrey Kneller                | 1646-1723      | Lübeck, moved to England | (H)                      |
| Andrea Lanzani                 | 1651-1709      | Milan                    | (H) Abecedario Pictorico |
| Giuseppe Laudati               | 1672-          | Perugia                  | (H)                      |
| Stefano Maria Legnani          | 1661-1713      | Milan                    | (H)                      |
| Theodore van Loon              | 1630-1678      | Bruxelles                | (H)                      |
| Agostino Masucci               | 1691-1758      | Rome                     | (W)(H)                   |
| Giovanni Paolo Melchiore       | 1664-1721      | Rome                     | (H)                      |
| Sebastián Muñoz                | Naval-Carnéro  | 1654-1690                | (H)                      |
| Girolamo Odam                  | 1681-          | Lorena                   | (H)                      |
| Robert van Oudenarde           | 1663-1743      | Gand                     | (H)                      |
| Paolo Gerolamo Piola           | Gênes          | 1666–1724                | (W)                      |
| Pierre Parrocel                | Avignon        | 1670-1739                | (W)                      |
| Domenico Parodi                | Gênes          | 1672-                    | (W) (H) Treccani         |
| Giuseppe Passeri               | 1654-1714      | Rome                     | (W)(H)                   |
| Pietro da Pietri               | 1663-1708      | Rome                     | (H)                      |
| Stefano Pozzi                  | 1699-1768      | Rome                     | (H)                      |
| Andrea Procaccini              | 1671-1734      | Rome                     | (H)                      |
| Tommaso Redi                   | 1665-1726      | Florence                 | (W) (H)                  |
| Giovanni Stefano Robato        | 1649-1733      | Savone                   | (H)                      |
| Daniel Seiter                  | 1647-1705      | Vienna, moved to Turin   | (H)                      |
| Filippo Tancredi               | 1655-1725      | Messine                  | (H)                      |
| Ludovico Trasi                 | 1634-1695      | Ascoli                   | (H)                      |
| Francesco Trevisani            | Capodistria    | 1656–1746                | (W)                      |
| Francesco Varnetam             | 1658-1724      | Hambourg                 | (R)                      |
| Nicolas Vleys                  | 1694-1703      | Bruxelles                | (H)                      |